# Старолютеране
Старолютеране — ортодоксальные лютеране, которые отказались принять навязанную прусскими властями унию с кальвинистами в рамках государственной церкви. Их лидером стал Иоганн Готтфрид Шейбель. Старолютеране настаивали на важности догматических расхождений с кальвинизмом, а именно на трактовке реального присутствия тела и крови Христа во время таинства евхаристии. 
С 1834 они преследовались прусскими властями, что вызвало их эмиграцию в США, Австралию и Бразилию и основание старолютеранских общин за пределами Германии, в том числе Лютеранской Церкви — Синода Миссури.
Преследование старолютеран было прекращено при Фридрихе Вильгельме IV. Старолютеранские пасторы были освобождены из тюрем, старолютеранам было позволено строить церкви, но без башен и колоколов. На протяжении 1840-х годов старолютеране создали несколько синодов, которые позже объединились в Независимую Евангелическо-Лютеранскую Церковь (SELK). Эта церковь, также как и церковь Синод Миссури в США, не входит во Всемирную лютеранскую федерацию, так как, по их мнению, эта организация слишком либеральная.